# 侵入者たちの晩餐
『侵入者たちの晩餐』（しんにゅうしゃたちのばんさん）は、2024年1月3日に日本テレビ系列で21時から22時54分に放送されたテレビドラマ。主演は菊地凛子。脚本はバカリズム。
2023年1月期に放送された『ブラッシュアップライフ』の終了後に企画された。制作は同ドラマのスタッフが担当する。
邸宅に侵入する3人の女を描いたサスペンスドラマ。
アジアの優秀な映像作品を選ぶ「ContentAsia Awards 2024」で最優秀賞にあたるゴールド賞を獲得した。

## あらすじ
とある夜、邸宅に侵入する3人の女。普段は平凡な彼女たちだが、なぜ犯罪行為に至ったのか。
彼女たちの行動の謎に迫るオリジナルサスペンスドラマ。

## キャスト

### 主要人物
田中亜希子（たなか あきこ）
演 - 菊地凛子
家事代行会社「スレーヌ」の清掃スタッフ。
小川恵（おがわ めぐみ）
演 - 平岩紙
家事代行サービス会社「スレーヌ」の料理スタッフ。亜希子とは知り合い。
江藤香奈恵（えとう かなえ）
演 - 吉田羊
恵のヨガ教室の友人。

### 周辺人物
藤崎奈津美
演 - 白石麻衣
家事代行サービス会社「スレーヌ」のCEOで元グラビアアイドル。3人が侵入する高級マンションに住んでいる。
重松洋介
演 - 池松壮亮
秘密を抱えた配達員。
毛利貴弘
演 - 角田晃広
奈津美が暮らすマンションのコンシェルジュ。

### その他
刑事
演 - 野間口徹
亜希子を取り調べた刑事。
荒井秀治
演 - 勢登健雄
香奈恵の元夫で、奈津美とは不倫関係にあった。離婚後も交際が続いている。
査察官
演 - 日下部千太郎
国税局の査察官。奈津美のマンションに家宅捜索に入る。
弁護士
演 - 角南範子
夫の不倫相手を訴えようとした香奈恵を止める。
通行人
演 - 堀丞
洋介が路上で拘束されていたところに通りがかり、警察への通報を頼まれた。
アナウンサー
演 - 渡邉結衣（日本テレビアナウンサー）
藤崎奈津美が脱税で逮捕されたニュースを伝える。

## スタッフ
- 脚本 - バカリズム[5]
- 演出 - 水野格[5]
- 音楽 - fox capture plan
- 家事代行監修 - 星野八潮子（ミニメイド・サービス株式会社）
- 鍵監修 - 寺本龍次
- ヨガ指導 - 密山礼巳
- 警察監修 - 大橋菊夫、石坂隆昌
- アクションコーディネーター - 柴原孝典
- CG - 田中貴志、諸星勲
- プロデューサー - 小田玲奈、榊原真由子、柴田裕基（AX-ON）、鈴木香織（AX-ON）
- チーフ・プロデューサー - 三上絵里子
- 企画協力 - マセキ芸能社[5]
- 制作協力 - AX-ON
- 製作著作 - 日本テレビ

## 受賞
- 東京ドラマアウォード2024 単発ドラマ部門 優秀賞[11]